# Bernardo de Sá Nogueira de Figueiredo
Bernardo de Sá Nogueira de Figueiredo, 1. markýz de Sá da Bandeira (26. září 1795 Santarém – 6. ledna 1876 Lisabon) byl portugalský šlechtic a politik. Pětkrát zastával funkci předsedy vlády Portugalska. Byl nejvýznamnějším portugalským obhájcem zrušení otroctví v Portugalsku a jeho územích.

## Život

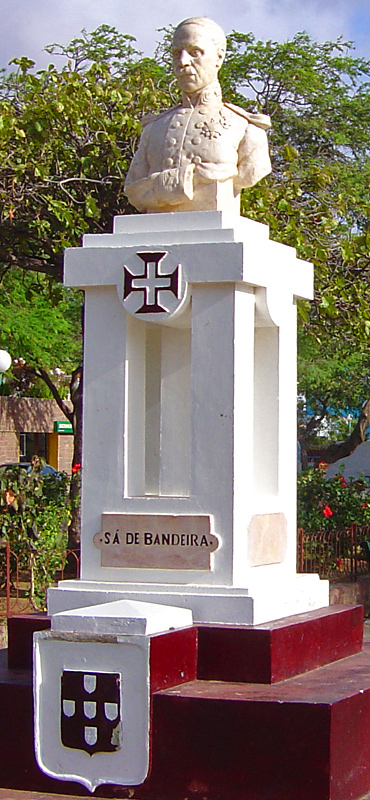
Busta Sá da Bandeira v Mindelu, Kapverdy

Sá Nogueira de Figueiredo se narodil v Santaréme v roce 1795 Faustinu Josému Lopesovi Nogueira de Figueiredo e Silva (1767–1830) a Francisce Xavier de Sá Mendonça Cabral da Cunha Godinho (1772–1829). Sá Nogueira de Figueiredo podporoval liberální stranu během Liberálních válek (1828–1834) a účastnil se vylodění v Mindelu v červenci 1832. Bojoval při obléhání Porta a byl zraněn na pravé ruce, která musela být amputována.
Sá da Bandeira byl ministrem námořnictva ve vládě José Jorge Loureiro (1835–36). Byl předsedou vlády Portugalska během pěti funkčních období:
- 5. listopadu 1836 – 1. června 1837[4]
- 10. srpna 1837 – 18. dubna 1839[5]
- 17. dubna 1865 – 5. září 1865[6]
- 22. července 1868 – 11. srpna 1869[7]
- 29. srpna – 29. října 1870[8]

Nikdy se neoženil, ale měl legitimizovanou dceru narozenou mimo manželství jménem Luísa Aglaé Fanny de Sá Nogueira, která si vzala svého bratrance Faustina de Paiva de Sá Nogueira. Když bylo angolské území pod portugalskou správou, město Lubango v Angole se jmenovalo Sá de Bandeira.
4. dubna 1833 byl povýšen na barona de Sá da Bandeira, 1. prosince 1834 na vikomta de Sá da Bandeira a 3. února 1864 na markýze de Sá da Bandeira. Byl také svobodným zednářem.